# Straynané
Rami Hassen, känd som Straynané, född 9 november 1995, är en svensk musikproducent.
Straynanés karriär började när han producerade hits åt Z.E, såsom Positiv, Sverige vet och 74 Bars. Straynané har även ansvarat för produktioner åt artister som Dree Low, Aden x Asme, Adel och Einár.
År 2019 blev Straynanés nominerad till en Grammis för "årets producent".